# UFC Fight Night: Royval vs. Taira
UFC Fight Night 244 (también conocido como UFC on ESPN+ 102 y UFC Vegas 97) fue un evento de artes marciales mixtas producido por Ultimate Fighting Championship que se llevó a cabo el 12 de octubre de 2024, en el UFC Apex, en Las Vegas, Nevada, Estados Unidos.

## Historia
Una pelea de peso mosca entre el ex-retador titular de peso mosca (además de ex-campeón de peso mosca de LFA) Brandon Royval y el prospecto invicto Tatsuro Taira está programada para encabezar el evento.
Una pelea de peso mediano entre Brad Tavares y Park Jun-yong estaba programada para llevarse a cabo en julio, en UFC on ESPN 60, pero fue cancelada cuando Park no fue declarado médicamente apto luego del pesaje. Fueron reprogramados para este evento.
Se programó una pelea de peso gallo entre el ex campeón de peso gallo de UFC Cody Garbrandt y el ex campeón de peso gallo de LFA Miles Johns para este evento. Sin embargo, la pelea se trasladó a UFC Fight Night 247 por razones desconocidas.
Para este evento estaba prevista una pelea de peso paja femenina entre Polyana Viana y Cory McKenna. Sin embargo, Viana se retiró de la pelea por razones desconocidas y fue reemplazada por Julia Polastri.
Una pelea de peso pesado entre Chris Barnett y el ex campeón de peso pesado de LFA Waldo Cortés-Acosta estaba programada para este evento. Sin embargo, Cortés-Acosta se retiró de la pelea por razones desconocidas y fue reemplazado por Junior Tafa. Posteriormente, Barnett se retiró después de no poder viajar debido al huracán Milton y fue reemplazado por el recién llegado promocional Sean Sharaf.
Los combates de Gooden y Argueta se disputaron en peso pactado y recibieron una multa del 20% de sus premios individuales, que fueron para sus oponentes Chidi Njokuani y Cody Haddon respectivamente. Como resultado, la pelea de Fremd con Abdul Razak Alhassan fue cancelado.

## Bonificaciones
Los siguientes peleadores recibieron bonificaciones de 50.000 dólares.
- Pelea de la Noche: Brandon Royval vs. Tatsuro Taira
- Actuación de la Noche: Ramazan Temirov y Clayton Carpenter